# 11137 Yarigatake
11137 Yarigatake eller 1996 XE19 är en asteroid i huvudbältet som upptäcktes den 8 december 1996 av den japanska astronomen Takao Kobayashi vid Ōizumi-observatoriet. Den är uppkallad efter det japanska berget Yarigatake.
Asteroiden har en diameter på ungefär 13 kilometer.